# Regeringen Cajander II
Regeringen Cajander II var det självständiga Finlands tionde regering. Ministären regerade i egenskap av expeditionsregering från 18 januari 1924 till 31 maj 1924. Statsminister A.K. Cajander var mellan 1933 och 1943 Framstegspartiets partiledare men regerade både 1922 och 1924 i egenskap av formellt opolitisk fackminister i spetsen av en tjänstemannaregering. Cajander hade sin bakgrund som medlem i Samlingspartiet även om hans sympatier med Framstegspartiet blev starkare under tiden. Det var först år 1927 som Cajander formellt bytte parti till Framstegspartiet.
| Minister                                                                  | Ämbetsperiod                                          | Parti                           |
| ------------------------------------------------------------------------- | ----------------------------------------------------- | ------------------------------- |
| Statsminister A.K. Cajander                                               | 18 januari 1924–31 maj 1924                           | opolitisk (Samlingspartiet)     |
| Utrikesminister Carl Enckell                                              | 18 januari 1924–31 maj 1924                           | opolitisk                       |
| Justitieminister Frans Oskar Lilius                                       | 18 januari 1924–31 maj 1924                           | opolitisk                       |
| Inrikesminister Yrjö Johannes Eskelä                                      | 18 januari 1924–31 maj 1924                           | opolitisk                       |
| Försvarsminister Viktor Henrik Schvindt Ivar Aminoff                      | 18 januari 1924–11 mars 1924 11 mars 1924–31 maj 1924 | opolitisk                       |
| Finansminister Hugo Relander                                              | 18 januari 1924–31 maj 1924                           | opolitisk                       |
| Undervisningsminister Yrjö Loimaranta                                     | 18 januari 1924–31 maj 1924                           | opolitisk                       |
| Jordbruksminister Östen Elfving                                           | 18 januari 1924–31 maj 1924                           | opolitisk                       |
| Minister för kommunikationsväsendet och allmänna arbetena Evert Skogström | 18 januari 1924–31 maj 1924                           | opolitisk                       |
| Handels- och industriminister Hjalmar J. Procopé                          | 19 januari 1924–31 maj 1924                           | opolitisk (Svenska folkpartiet) |
| Socialminister Einar Böök                                                 | 18 januari 1924–31 maj 1924                           | opolitisk (Framstegspartiet)    |

## Fotnoter
1. ↑  Aimo Kaarlo Cajander Arkiverad 16 januari 2004 hämtat från the Wayback Machine.. YLE. (finska)
2. ↑  10. Cajander II Arkiverad 14 november 2012 hämtat från the Wayback Machine. Statsrådet (finska)